# TCK女王盃
TCK女王盃（ティーシーケイじょおうはい）は、特別区競馬組合が大井競馬場ダート1800mで施行していた地方競馬の重賞競走（JpnIII）である。農林水産大臣が賞を提供しており、正式名称は「農林水産大臣賞典 TCK女王盃」と表記される。
TCKは大井競馬の愛称である東京シティ競馬 (Tokyo City Keiba) の略称。
副賞は、農林水産大臣賞、特別区競馬組合管理者賞、日本中央競馬会理事長賞、日本馬主協会連合会長奨励賞、日本地方競馬馬主振興協会会長賞、地方競馬全国協会理事長賞、東京都馬主会理事長賞（2022年）。

## 概要
1998年に5歳（現4歳）から10歳（現9歳）の牝馬限定の別定の中央・地方全国指定交流の重賞競走として創設された。第1回は大井競馬場のダート2000mで施行された。2004年より出走条件は4歳（旧5歳）以上牝馬限定、施行距離はダート1800mに変更となった。
エンプレス杯の前哨戦の位置付けられており、本競走で上位2着までに入った地方所属馬には同年のエンプレス杯の優先出走権が付与される。
ダートグレード競走の整備に伴い、2024年より園田競馬場に施行競馬場を変更の上兵庫女王盃と改称・施行されるため、本競走は2023年をもって終了となった。開催時期も4月上旬に変更となるため、2023年度は休止の取り扱いとなる。

### 条件・賞金等（2022年）
出走資格
サラブレッド系4歳以上牝馬。出走枠は南関東地区所属馬8頭、地方競馬他地区所属馬3頭、JRA所属馬5頭と定められている。
- 前年のクイーン賞で上位2着までに入った地方所属馬と東京シンデレラマイルの優勝馬に優先出走権がある。

負担重量
別定。
54kg（南半球産の4歳馬は1kg減）を基本に、本年1月21日までの総獲得賞金額が4歳4,500万円毎、5歳5,000万円毎、6歳以上5,500万円毎に1kg負担増となる。
賞金額
1着2200万円、2着770万円、3着440万円、4着220万円、5着110万円、着外手当18万円。
優先出走権付与
上位2着までに入った馬に、エンプレス杯の優先出走権が付与される。

### 過去の賞金額
| 回数             | 総額賞金 （万円） | 1着賞金 （万円） | 2着賞金 （万円） | 3着賞金 （万円） | 4着賞金 （万円） | 5着賞金 （万円） |
| ---------------- | ----------------- | ---------------- | ---------------- | ---------------- | ---------------- | ---------------- |
| 第1回（1998年）  | 7,175             | 4,100            | 1,435            | 820              | 492              | 328              |
| 第2回（1999年）  | 7,175             | 4,100            | 1,435            | 820              | 492              | 328              |
| 第3回（2000年）  | 7,000             | 4,000            | 1,400            | 800              | 480              | 320              |
| 第4回（2001年）  | 7,200             | 4,000            | 1,400            | 920              | 560              | 320              |
| 第5回（2002年）  | 5,950             | 3,500            | 1,225            | 700              | 350              | 175              |
| 第6回（2003年）  | 5,950             | 3,500            | 1,225            | 700              | 350              | 175              |
| 第7回（2004年）  | 5,950             | 3,500            | 1,225            | 700              | 350              | 175              |
| 第8回（2005年）  | 5,950             | 3,500            | 1,225            | 700              | 350              | 175              |
| 第9回（2006年）  | 5,100             | 3,000            | 1,050            | 600              | 300              | 150              |
| 第10回（2007年） | 5,100             | 3,000            | 1,050            | 600              | 300              | 150              |
| 第11回（2008年） | 5,100             | 3,000            | 1,050            | 600              | 300              | 150              |
| 第12回（2009年） | 5,100             | 3,000            | 1,050            | 600              | 300              | 150              |
| 第13回（2010年） | 4,250             | 2,500            | 875              | 500              | 250              | 125              |
| 第14回（2011年） | 4,250             | 2,500            | 875              | 500              | 250              | 125              |
| 第15回（2012年） | 3,740             | 2,200            | 770              | 440              | 220              | 110              |
| 第16回（2013年） | 3,740             | 2,200            | 770              | 440              | 220              | 110              |
| 第17回（2014年） | 3,740             | 2,200            | 770              | 440              | 220              | 110              |
| 第18回（2015年） | 3,740             | 2,200            | 770              | 440              | 220              | 110              |
| 第19回（2016年） | 3,740             | 2,200            | 770              | 440              | 220              | 110              |
| 第20回（2017年） | 3,740             | 2,200            | 770              | 440              | 220              | 110              |
| 第21回（2018年） | 3,740             | 2,200            | 770              | 440              | 220              | 110              |
| 第22回（2019年） | 3,740             | 2,200            | 770              | 440              | 220              | 110              |
| 第23回（2020年） | 3,740             | 2,200            | 770              | 440              | 220              | 110              |
| 第24回（2021年） | 3,740             | 2,200            | 770              | 440              | 220              | 110              |

上記の賞金は「着内賞金」として定められたものである。上記の表中の「総額賞金」は1着から5着までの着内賞金の和であり、国際セリ名簿基準書（International Cataloguing Standards book）でもこれを「purse（賞金総額）」と紹介している。なお、2016年・2017年の着外手当（着外賞金）は18万円。

## 歴史
- 1998年 - 大井競馬場のダート2000mの5歳（現4歳）から10歳（現9歳）の牝馬限定・中央競馬・地方競馬全国指定交流の別定重賞（統一GIII・南関東G2）競走、TCK女王盃として創設。
- 2001年 - 馬齢表示の国際基準への変更に伴い、出走条件が「5歳から10歳の牝馬」から「4歳から9歳の牝馬」に変更。
- 2004年
  - 出走条件を「4歳以上牝馬」に変更（10歳以上の牝馬が出走可能になった）。
  - 施行距離をダート1800mに変更。
- 2005年
  - レマーズガールが史上初の連覇。
  - 武豊が騎手として史上初の連覇。
  - 湯浅三郎が調教師として史上初の連覇。
- 2007年 - 国際セリ名簿基準委員会 (ICSC)の勧告に伴う重賞の格付け表記の変更により、統一グレード表記をJpnIIIに変更。なお、南関東グレードは併記しないことになった。
- 2014年 - この年より農林水産大臣賞典として施行。
- 2021年 - 新型コロナウイルス感染拡大防止のため無観客開催。

### 歴代優勝馬
すべて大井競馬場ダートコースで施行。
| 回数   | 施行日        | 距離  | 優勝馬             | 性齢 | 所属   | タイム | 優勝騎手   | 管理調教師 | 馬主                                       |
| ------ | ------------- | ----- | ------------------ | ---- | ------ | ------ | ---------- | ---------- | ------------------------------------------ |
| 第1回  | 1998年2月4日  | 2000m | トミケンクイン     | 牝4  | 笠松   | 2:07.3 | 川原正一   | 荒川友司   | （有）トミケン                             |
| 第2回  | 1999年1月20日 | 2000m | ケープリズバーン   | 牝4  | JRA    | 2:08.0 | 熊沢重文   | 池江泰郎   | （有）社台レースホース                     |
| 第3回  | 2000年2月3日  | 2000m | ヤマノリアル       | 牝4  | 船橋   | 2:06.9 | 張田京     | 後藤稔     | 山泉惠宥                                   |
| 第4回  | 2001年1月31日 | 2000m | ベラミロード       | 牝5  | 宇都宮 | 2:06.4 | 内田利雄   | 室井康雄   | 室井征巳                                   |
| 第5回  | 2002年1月23日 | 2000m | レディバラード     | 牝5  | JRA    | 2:06.8 | 藤田伸二   | 山内研二   | （株）ロードホースクラブ                   |
| 第6回  | 2003年2月5日  | 2000m | ネームヴァリュー   | 牝5  | 船橋   | 2:06.7 | 佐藤隆     | 川島正行   | （有）飛野牧場                             |
| 第7回  | 2004年1月21日 | 1800m | レマーズガール     | 牝4  | JRA    | 1:53.1 | 武豊       | 湯浅三郎   | 平井豊光                                   |
| 第8回  | 2005年1月19日 | 1800m | レマーズガール     | 牝5  | JRA    | 1:52.7 | 武豊       | 湯浅三郎   | 平井豊光                                   |
| 第9回  | 2006年1月18日 | 1800m | グラッブユアハート | 牝6  | JRA    | 1:53.8 | 安藤勝己   | 畠山吉宏   | 吉田和子                                   |
| 第10回 | 2007年1月24日 | 1800m | サウンドザビーチ   | 牝6  | JRA    | 1:52.7 | 勝浦正樹   | 藤原辰雄   | 飯田正                                     |
| 第11回 | 2008年1月16日 | 1800m | ラピッドオレンジ   | 牝5  | JRA    | 1:54.1 | 内田博幸   | 小笠倫弘   | （有）社台レースホース                     |
| 第12回 | 2009年1月21日 | 1800m | ヤマトマリオン     | 牝6  | JRA    | 1:53.3 | 幸英明     | 安達昭夫   | 坂東まさ子                                 |
| 第13回 | 2010年1月20日 | 1800m | ユキチャン         | 牝5  | 川崎   | 1:52.9 | 今野忠成   | 山崎尋美   | 金子真人                                   |
| 第14回 | 2011年2月2日  | 1800m | ラヴェリータ       | 牝5  | JRA    | 1:52.4 | M.デムーロ | 松元茂樹   | 前田幸治                                   |
| 第15回 | 2012年1月18日 | 1800m | ハルサンサン       | 牝4  | 船橋   | 1:53.6 | 今野忠成   | 佐藤賢二   | 三村茂                                     |
| 第16回 | 2013年1月23日 | 1800m | メーデイア         | 牝5  | JRA    | 1:53.7 | 浜中俊     | 笹田和秀   | （有）社台レースホース                     |
| 第17回 | 2014年1月22日 | 1800m | メーデイア         | 牝6  | JRA    | 1:51.4 | 浜中俊     | 笹田和秀   | （有）社台レースホース                     |
| 第18回 | 2015年1月21日 | 1800m | サンビスタ         | 牝6  | JRA    | 1:52.3 | C.デムーロ | 角居勝彦   | （株）ヒダカ・ブリーダーズ・ユニオン       |
| 第19回 | 2016年1月13日 | 1800m | ホワイトフーガ     | 牝4  | JRA    | 1:53.8 | 大野拓弥   | 高木登     | 西森鶴                                     |
| 第20回 | 2017年1月25日 | 1800m | ワンミリオンス     | 牝4  | JRA    | 1:54.1 | 戸崎圭太   | 小崎憲     | （有）サンデーレーシング                   |
| 第21回 | 2018年1月24日 | 1800m | ミッシングリンク   | 牝4  | JRA    | 1:53.9 | 戸崎圭太   | 斎藤誠     | 小田吉男                                   |
| 第22回 | 2019年1月23日 | 1800m | ビスカリア         | 牝7  | JRA    | 1:53.3 | 森泰斗     | 山内研二   | （株）ノルマンディーサラブレッドレーシング |
| 第23回 | 2020年1月22日 | 1800m | マドラスチェック   | 牝4  | JRA    | 1:54.3 | 森泰斗     | 斎藤誠     | 吉田和子                                   |
| 第24回 | 2021年1月20日 | 1800m | マルシュロレーヌ   | 牝5  | JRA    | 1:53.7 | 川田将雅   | 矢作芳人   | （有）キャロットファーム                   |
| 第25回 | 2022年1月26日 | 1800m | テオレーマ         | 牝6  | JRA    | 1:54.2 | 川田将雅   | 石坂公一   | 水上行雄                                   |
| 第26回 | 2023年1月25日 | 1800m | グランブリッジ     | 牝4  | JRA    | 1:53.9 | 川田将雅   | 新谷功一   | サイプレスホールディングス（同）           |

#### 各回競走結果の出典
- TCK女王盃競走優勝馬 - 南関東4競馬場公式サイト